# Yamamoto Kansuke
Yamamoto Kansuke (山本 勘助 Yamamoto Kansuke, Sơn Bản Khám Trợ) (1501-1561) tên thật là Yamamoto Haruyuki (山本 晴幸 Sơn Bản Tình Hạnh) (theo như sử sách ông bị 1 chân khập khiễng) xuất thân từ lãnh địa Mikawa và lúc đầu phục vụ cho gia tộc Imagawa, nhưng ở đây ông không được xem trọng và bị đối xử một cách lạnh lẽo. Sau đó ông được một tướng của Takeda là Itagaki Nobutaka chú ý và đã mời ông gặp mặt Võ Điền Tín Huyền (Takeda Shingen) lãnh chúa xứ Kai. Haruyuki nhanh chóng chinh phục Shingen và được ban cho thu nhập 1000 thạch (1 thạch là số lượng lương thực 1 người thanh niên ăn trong 1 năm). Ông thường xuyên được Shingen mời góp ý kiến. Yamamoto nhanh chóng chứng tỏ bản thân với vị chủ mới trong các cuộc chinh phục, phục vụ một cách đắc lực cho Shingen trong các cuộc chiến ở Shinano. Sử sách ghi nhận Yamamoto là người thiết kế các xe công thành để hạ các đồn lũy và pháo đài ở Shinano. Nhờ vào đó ông được Shigen thưởng cho tên Kansuke và tăng thu nhập 4000 koku. Haruyuku còn đóng vai trò quan trọng trong trận chiến đánh bại gia tộc Murakami tại Toishi năm 1551, ông còn tham gia 4 trong 5 trận chiến trứ danh Kawanakajima với Uesugi Kenshin.
Vào năm 1561, trong trận Kawanakajima lần thứ 4, Shingen và Kenshin đã có một cuộc kịch chiến sau vài lần tránh đụng độ một cách trực diện. Kenshin đóng quân ở đồi Saijoyama trong khi quân Shingen cắm trại gần phía đông thành Kaizu. Yamamoto đã góp ý kiến Shingen chia 20.000 quân thành 2 cánh, 1 cánh sẽ đột kích vào sáng sớm vào đồi Saiyojama trong khi phần còn lại sẽ di chuyển đến Hachimanbara phục kích đường rút lui của quân Kenshin. Shingen đã đồng ý kế hoạch này và sai Kosaka Masanobu cùng với Baba Nobufusa dẫn phần lớn quân tiến về đồi Saijo trong khi đích thân Shingen dẫn số quân còn lại vượt sông Chikuma tiến về phía bình nguyên. Thật không may cho Shingen, bằng cách nào đó Kenshin đã nhận ra kế hoạch này và ngay trong đêm đã dẫn toàn bộ 11.000 quân rời khỏi đồi Saijo và vượt sông. Vào lúc bình minh, Kenshin mở một cuộc tổng đột kích vào nhóm quân ít ỏi của Shingen trong khi Kosaka và Baba đang ngỡ ngàng trước đồi Saijo không một bóng người. Người em tài năng của Shingen là Takeda Nobushige và người chú là Morozumi Masakiyo đã hi sinh ngay trong trận chiến.Takeda Yoshinobu người thừa kế của Shingen cũng bị thương nặng. Tin rằng vì kế hoạch của mình thất bại đã gây ra sự sụp đổ của chủ nhân hay chi ít cũng làm Takeda thiệt hại nặng nề, Yamamoto đã cầm lấy giáo và xông trận một cách dũng cảm. Dù đã 60 tuổi với 1 chân khập khiễng và chỉ một con mắt còn tốt nhưng ông đã chiến đấu dũng cảm và bị nhiều vết thương. Cuối cùng ông đã mổ bụng tự sát như 1 samurai chân chính.
Quân Shingen nhờ sự tiếp viện kịp thời của Baba và Kosaka đã không bị tiêu diệt hoàn toàn. Dù vậy Shingen vẫn hết sức đau lòng khi mất đi vị tham mưu trưởng Yamamoto Kansuke và đã cho mai tán ông tại ngay bãi chiến trường.
Yamato Kansuke còn là tác giả của quyển binh thư Heiho Okugi Sho.